# Larbi Zéroual
Larbi Zéroual (né le 10 janvier 1971 à Oulad Amrane au Maroc) est un athlète marocain, puis français, spécialiste des courses de fond. Il continue ensuite de vivre de sa passion en enseignant en tant qu'entraîneur au club ACPM à Meaux.

## Biographie
Il participe aux Jeux olympiques d'Atlanta en 1996, sans dépasser le stade des séries du 10 000 mètres. 
Il remporte le titre du 10 000 mètres lors des championnats de France 1998, à Dijon. 
En 1999, à Lille, il établit la meilleure performance française de tous les temps sur le semi-marathon en 1 h 0 min 58 s. Il remporte cette même année le Marathon de Lisbonne en 2 h 12 min 20 s. Son record personnel sur cette distance est établi en avril 2000 lors du Marathon de Rotterdam en 2 h 10 min 36 s.

### Palmarès
- Championnats de France d'athlétisme :
  - vainqueur du 10 000 m en 1998.

### Records
| Épreuve       | Performance     | Lieu              | Date             |
| ------------- | --------------- | ----------------- | ---------------- |
| 5 000 m       | 13 min 20 s 20  | Helsinki          | 28 juin 1995     |
| 10 000 m      | 27 min 34 s 05  | Villeneuve-d'Ascq | 11 juillet 1998  |
| Semi-marathon | 1 h 0 min 58 s  | Lille             | 4 septembre 1999 |
| Marathon      | 2 h 10 min 36 s | Rotterdam         | 16 avril 2000    |